# Karangasso-Vigué
Karankasso-Vigue là một tổng thuộc  tỉnh Houet ở tây nam Burkina Faso. Thủ phủ là thị xã Karankasso-Vigue..

## Các thị xã và làng xã
Dan, Deguele, Deregouan, Dindiaradougou-Nemato, Diosso, Gnaoue, Kimi, Klesso, Koueredougou, Kouremaganfesso, Larama, Mandiasso, Ouara, Ouere, Piere, Pinguina, Poya, Poya-Obaga, Seye, Seye-Kouremangofesso, Signoghin, Somaguina, Soumousso, Tiebadialofasso e Yeguere.